# Eugenia brasiliensis
Eugenia brasiliensis (Syn. Eugenia dombeyi Skeels), auch Grumichama oder Grumixamaⓘ, ist eine Pflanzenart aus der Gattung der Kirschmyrten (Eugenia) in der Familie der Myrtengewächse (Myrtaceae).

## Beschreibung
Eugenia brasiliensis ist ein zierlicher und immergrüner Baum der Wuchshöhen von etwa 7,5 bis 10,5 m erreicht.
Die gegenständig angeordneten Laubblätter sind einfach und gestielt. Die ledrige, glänzend grüne und spitz-ovale Blattspreite ist 9 bis 16 cm lang und 5 bis 6 cm breit. Die gefiederte Nervatur mit undeutlichen Seitenadern besitzt eine sichtbar eingesenkte Mittelrippe. Die Blattoberfläche ist an beiden Seiten leicht gekörnt. Der Neuaustrieb ist rötlich. Die Blätter bleiben etwa 2 Jahre am Baum.

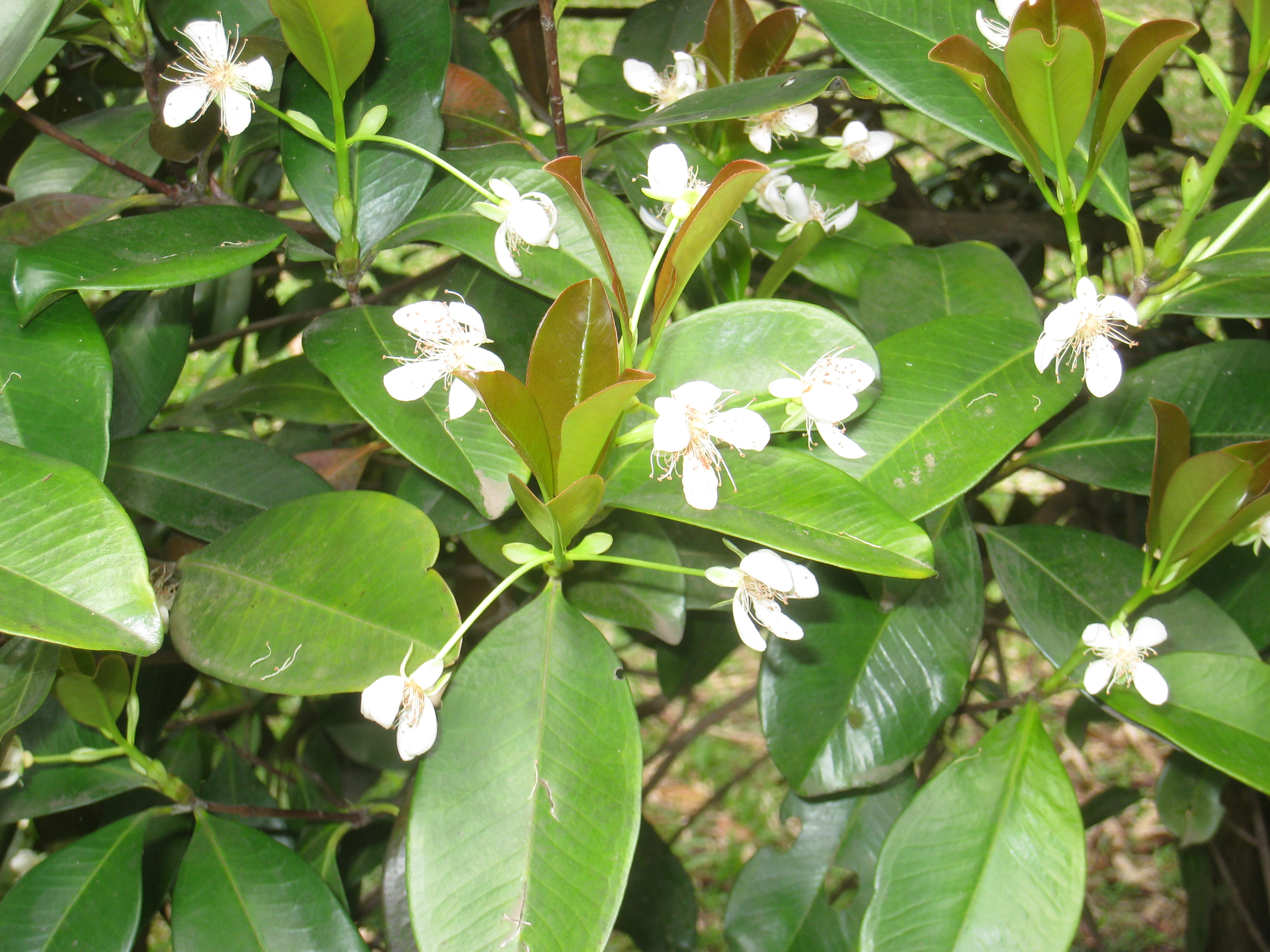
Blühende Eugenia brasiliensis

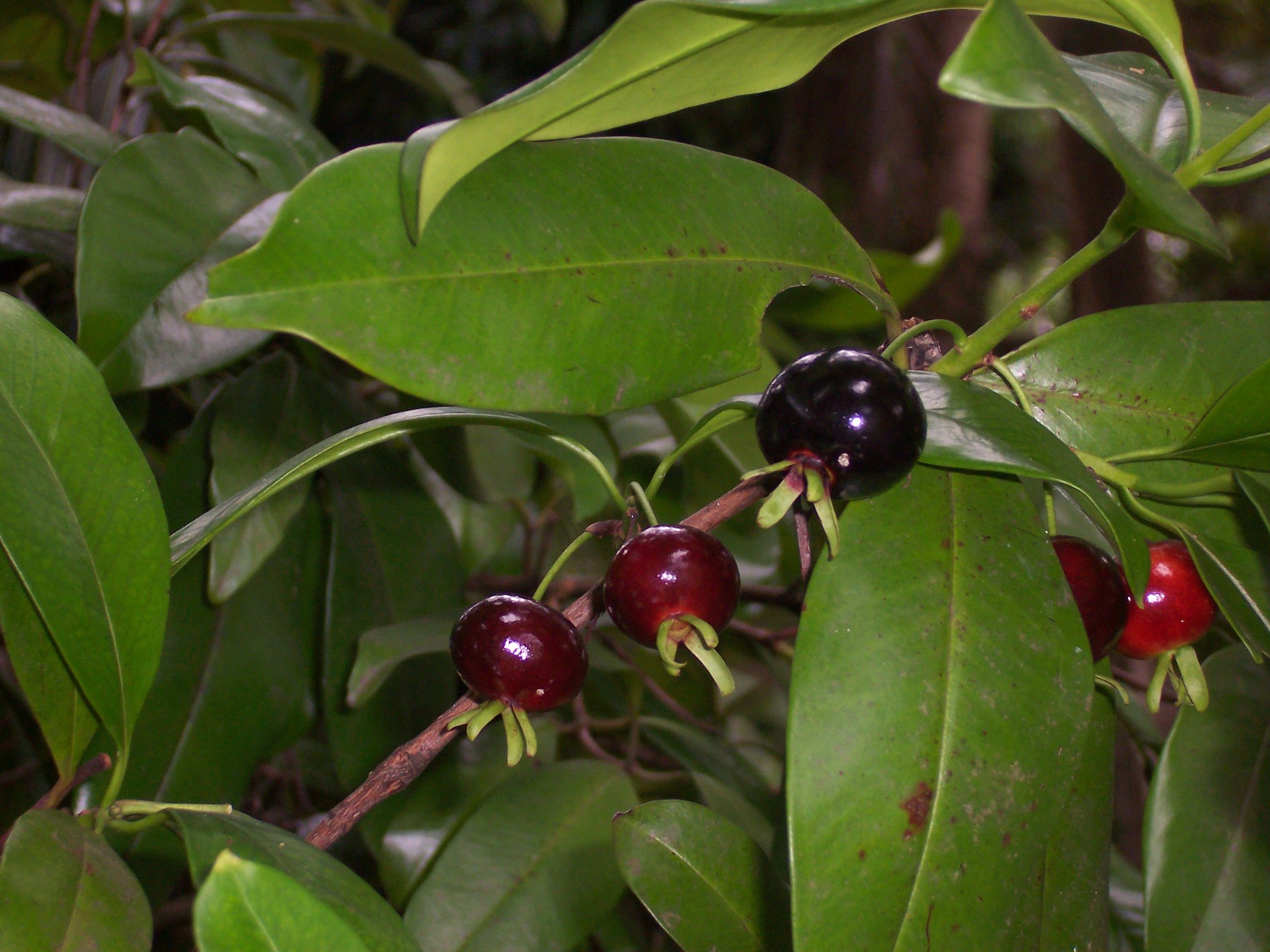
Früchte

Die Blüten stehen an langen Blütenstielen einzeln in den Blattachseln. Die vierzähligen, zwittrigen Blüten weisen einen Durchmesser von etwa 2,5 cm auf. Die vier Kronblätter sind weiß. Es sind etwa 100 Staubblätter mit weißen Staubfäden und blassgelben Staubbeuteln vorhanden.
Es wird eine kugelige, abgeflachte und glänzende Beere von 1,2 bis 2 cm Durchmesser und – bei Reife – von dunkelpurpurner bis fast schwarzer Farbe gebildet. Die Kelchblätter verbleiben an der Fruchtspitze.

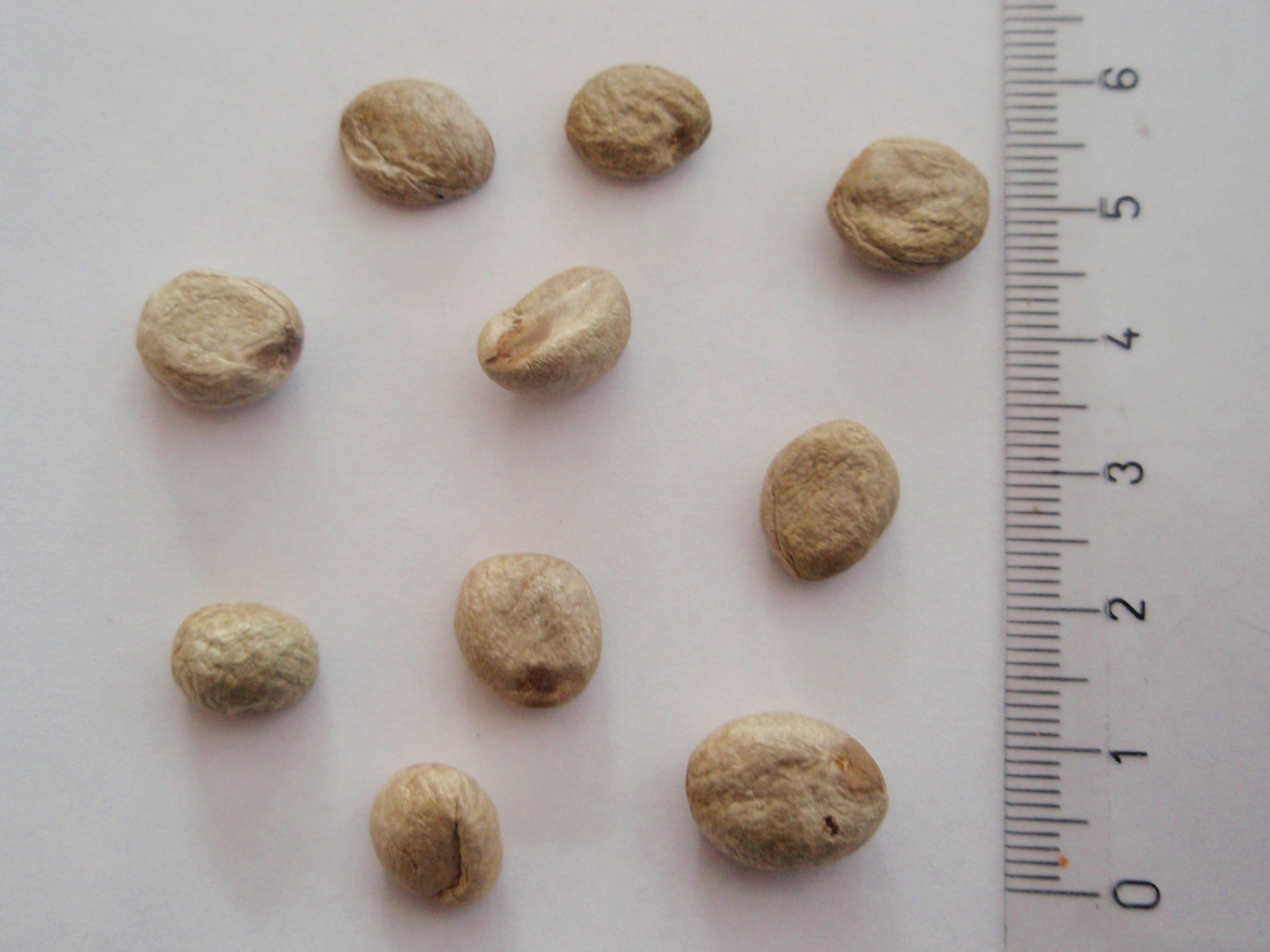
Samen von Eugenia brasiliensis

Meist wird nur ein kugelförmiger, bis zu 1,2 cm großer, lohfarbener bis graubrauner Same gebildet; es können auch bis zu drei Samen gebildet werden, die dann kleiner und abgeplattet sind.

## Verbreitung
Das natürliche Verbreitungsgebiet von Eugenia brasiliensis ist das südliche Brasilien, insbesondere die Bundesstaaten Paraná und Santa Catarina.
Eugenia brasiliensis bevorzugt tiefergelegene Standorte mit nährstoffreichem sauren sandigen Lehmböden und ein subtropisches Klima, leichte Fröste bis zu −3 °C werden überstanden.
Eugenia brasiliensis wurde u. a. auch auf La Réunion eingeführt, wo sie inzwischen als invasiver Neophyt eingestuft wird.

## Verwendung
Eugenia brasiliensis wird als Obst in der Gegend von Rio de Janeiro und in Paraguay angebaut.